# Municipio de Walnut (condado de Wayne)
El municipio de Walnut (en inglés: Walnut Township) es un municipio ubicado en el condado de Wayne en el estado estadounidense de Iowa. En el año 2010 tenía una población de 928 habitantes y una densidad poblacional de 9,91 personas por km².

## Geografía
El municipio de Walnut se encuentra ubicado en las coordenadas 40°40′48″N 93°9′31″O / 40.68000, -93.15861. Según la Oficina del Censo de los Estados Unidos, el municipio tiene una superficie total de 93.63 km², de la cual 93,32 km² corresponden a tierra firme y (0,33 %) 0,31 km² es agua.

## Demografía
Según el censo de 2010, había 928 personas residiendo en el municipio de Walnut. La densidad de población era de 9,91 hab./km². De los 928 habitantes, el municipio de Walnut estaba compuesto por el 98,06 % blancos, el 0,65 % eran afroamericanos, el 0,11 % eran amerindios, el 0,32 % eran asiáticos y el 0,86 % eran de una mezcla de razas. Del total de la población el 1,19 % eran hispanos o latinos de cualquier raza.